# Sân bay quốc tế Chacalluta
Sân bay quốc tế Chacalluta (IATA: ARI, ICAO: SCAR) là một sân bay ở Arica, Chile. Sân bay này có 1 đường băng dài 2170 m bề mặt nhựa đường.

## Các hãng hàng không và tuyến bay
Hiện có các hãng hàng không sau đang hoạt động tại sân bay Chacalluta:
- LAN Airlines (Iquique, Santiago)
- Sky Airline (Arequipa, Iquique)